# 红屋骑士
《红屋骑士》（法语：Le Chevalier de Maison-Rouge，英语：The Knight of Maison-Rouge）是法国作家大仲马创作的一部浪漫冒险小说。这部小说被认为可以归类于一个名为《玛丽·安托瓦内特浪漫史》的系列，尽管从技术上讲并非如此，因为该系列的主人公Joseph Balsamo和Doctor Gilbert并没有出现在这本小说中，而该系列的其他许多主要人物在小说的开头已经死亡。